# Allium baluchistanicum
Allium baluchistanicum är en amaryllisväxtart som beskrevs av Per Erland Berg Wendelbo. Allium baluchistanicum ingår i släktet lökar, och familjen amaryllisväxter. Inga underarter finns listade i Catalogue of Life.